# Campionati europei di slittino 2013
I Campionati europei di slittino 2013, quarantaquattresima edizione della manifestazione organizzata dalla Federazione Internazionale Slittino, si sono tenuti il 12 e il 13 gennaio 2013 a Oberhof, in Germania, sulla Rennrodel- und Bobbahn Oberhof, la pista sulla quale si svolsero le rassegne continentali del 1979, del 1998 e del 2004; sono state disputate gare in quattro differenti specialità: nel singolo uomini, nel singolo donne, nel doppio e nella prova a squadre.
Anche questa edizione, come ormai da prassi iniziata nella rassegna di Paramonovo 2012, si è svolta con la modalità della "gara nella gara", contestualmente alla sesta tappa della Coppa del Mondo 2012/13.
Vincitrice del medagliere è stata la nazionale tedesca, capace di vincere tutti e quattro i titoli e di conquistare nove medaglie sulle dodici assegnate in totale: quelle d'oro sono state vinte da Felix Loch nell'individuale maschile, da Natalie Geisenberger in quello femminile, da Toni Eggert e Sascha Benecken nel doppio e dalla squadra composta dagli stessi Geisenberger, Loch, Eggert e Benecken nella gara a squadre.

## Risultati

### Singolo uomini
La gara si è disputata il 13 gennaio 2013 nell'arco di due manches e hanno preso parte alla competizione 26 atleti in rappresentanza di 12 differenti nazioni; campione uscente era il tedesco Andi Langenhan, giunto secondo in questa edizione, e il titolo è stato conquistato dal connazionale Felix Loch, già sul terzo gradino del podio nel 2012, davanti a Langenhan e all'altro tedesco Johannes Ludwig.
| Pos. | Atleti           | Nazione  | Tempo    | Distacco |
| ---- | ---------------- | -------- | -------- | -------- |
|      | Felix Loch       | Germania | 1'27"257 |          |
|      | Andi Langenhan   | Germania | 1'27"647 | +0"390   |
|      | Johannes Ludwig  | Germania | 1'27"776 | +0"519   |
| 4    | Semën Pavličenko | Russia   | 1'27"821 | +0"564   |
| 5    | David Möller     | Germania | 1'27"877 | +0"620   |
| 6    | Al'bert Demčenko | Russia   | 1'27"914 | +0"657   |
| 7    | Inārs Kivlenieks | Lettonia | 1'27"991 | +0"734   |
| 8    | Wolfgang Kindl   | Austria  | 1'28"030 | +0"773   |
| 9    | Viktor Knejb     | Russia   | 1'28"096 | +0"839   |
| 10   | Armin Zöggeler   | Italia   | 1'28"147 | +0"890   |

### Singolo donne
La gara si è disputata il 12 gennaio 2013 nell'arco di due manches e hanno preso parte alla competizione 17 atlete in rappresentanza di 8 differenti nazioni; campionessa uscente era la russa Tat'jana Ivanova, giunta ottava in questa edizione, e il titolo è stato conquistato dalla tedesca Natalie Geisenberger, alla sua prima medaglia continentale, davanti alle connazionali Tatjana Hüfner, già sul secondo gradino del podio in altre tre occasioni, e Anke Wischnewski, anche lei per la prima volta su un podio europeo di specialità.
| Pos. | Atleti               | Nazione  | Tempo    | Distacco |
| ---- | -------------------- | -------- | -------- | -------- |
|      | Natalie Geisenberger | Germania | 1'23"597 |          |
|      | Tatjana Hüfner       | Germania | 1'23"784 | +0"187   |
|      | Anke Wischnewski     | Germania | 1'23"896 | +0"299   |
| 4    | Dajana Eitberger     | Germania | 1'24"001 | +0"404   |
| 5    | Nina Reithmayer      | Austria  | 1'24"759 | +1"162   |
| 6    | Sandra Gasparini     | Italia   | 1'24"832 | +1"235   |
| 7    | Elīza Tīruma         | Lettonia | 1'24"851 | +1"254   |
| 8    | Tat'jana Ivanova     | Russia   | 1'24"908 | +1"311   |
| 9    | Martina Kocher       | Svizzera | 1'24"962 | +1"365   |
| 10   | Raluca Strămăturaru  | Romania  | 1'25"040 | +1"443   |

### Doppio
La gara si è disputata il 12 gennaio 2013 nell'arco di due manches e hanno preso parte alla competizione 34 atleti in rappresentanza di 8 differenti nazioni; campioni uscenti erano gli austriaci Peter Penz e Georg Fischler, giunti terzi in questa edizione, e il titolo è stato conquistato dai tedeschi Toni Eggert e Sascha Benecken, già sul terzo gradino del podio nel 2012, davanti ai connazionali Tobias Wendl e Tobias Arlt, alla loro terza medaglia d'argento consecutiva, e alla coppia Penz/Fischler.
| Pos. | Atleti                                       | Nazione   | Tempo    | Distacco |
| ---- | -------------------------------------------- | --------- | -------- | -------- |
|      | Toni Eggert Sascha Benecken                  | Germania  | 1'23"240 |          |
|      | Tobias Wendl Tobias Arlt                     | Germania  | 1'23"262 | +0"022   |
|      | Peter Penz Georg Fischler                    | Austria   | 1'23"464 | +0"224   |
| 4    | Christian Oberstolz Patrick Gruber           | Italia    | 1'23"590 | +0"350   |
| 5    | Andreas Linger Wolfgang Linger               | Austria   | 1'23"643 | +0"403   |
| 6    | Lukáš Brož Antonín Brož                      | Rep. Ceca | 1'23"904 | +0"664   |
| 7    | Daniel Rothamel Toni Förtsch                 | Germania  | 1'23"967 | +0"727   |
| 8    | Ludwig Rieder Patrick Rastner                | Italia    | 1'24"057 | +0"817   |
| 9    | Hans Peter Fischnaller Patrick Schwienbacher | Italia    | 1'24"246 | +1"006   |
| 10   | Vladislav Južakov Vladimir Machnutin         | Russia    | 1'24"383 | +1"143   |

### Gara a squadre
La gara si è disputata il 13 gennaio 2013 e ogni squadra nazionale ha preso parte alla competizione con una sola formazione; nello specifico la prova ha visto la partenza di una "staffetta" composta da un singolarista uomo e uno donna, nonché da un doppio per ognuna delle 9 formazioni in gara, che sono scese lungo il tracciato consecutivamente senza interruzione dei tempi tra un atleta e l'altro; il tempo totale così ottenuto ha laureato campione la nazionale tedesca di Natalie Geisenberger, Felix Loch, Toni Eggert e Sascha Benecken davanti alla squadra italiana formata da Sandra Gasparini, Armin Zöggeler, Christian Oberstolz e Patrick Gruber e a quella russa composta da Tat'jana Ivanova, Al'bert Demčenko, Vladislav Južakov e Vladimir Machnutin.
| Pos. | Squadra    | Atleti                                                                   | Tempo    | Distacco |
| ---- | ---------- | ------------------------------------------------------------------------ | -------- | -------- |
|      | Germania   | Natalie Geisenberger Felix Loch Toni Eggert / Sascha Benecken            | 2'24"291 |          |
|      | Italia     | Sandra Gasparini Armin Zöggeler Christian Oberstolz / Patrick Gruber     | 2'24"752 | +0"461   |
|      | Russia     | Tat'jana Ivanova Al'bert Demčenko Vladislav Južakov / Vladimir Machnutin | 2'25"048 | +0"757   |
| 4    | Lettonia   | Elīza Tīruma Inārs Kivlenieks Andris Šics / Juris Šics                   | 2'25"398 | +1"107   |
| 5    | Austria    | Nina Reithmayer Wolfgang Kindl Peter Penz / Georg Fischler               | 2'26"051 | +1"760   |
| 6    | Romania    | Raluca Strămăturaru Valentin Crețu Paul Ifrim / Andrei Anghel            | 2'27"281 | +2"990   |
| 7    | Ucraina    | Maryna Halajdžjan Andrij Kis Ivan Vynnyc'kyj / Oleh Fitel'               | 2'28"216 | +3"925   |
| 8    | Slovacchia | Viera Gbúrová Jozef Ninis Ján Harniš / Branislav Regec                   | 2'32"935 | +8"644   |
| 9    | Polonia    | Ewa Kuls Maciej Kurowski Artur Petyniak / Adam Wanielista                | 2'37"382 | +13"091  |

## Medagliere
| Pos.   | Paese    | Oro | Argento | Bronzo | Totale |
| ------ | -------- | --- | ------- | ------ | ------ |
| 1      | Germania | 4   | 3       | 2      | 9      |
| 2      | Italia   | 0   | 1       | 0      | 1      |
| 3      | Austria  | 0   | 0       | 1      | 1      |
| 3      | Russia   | 0   | 0       | 1      | 1      |
| Totale | Totale   | 4   | 4       | 4      | 12     |